# Catolicismo independente

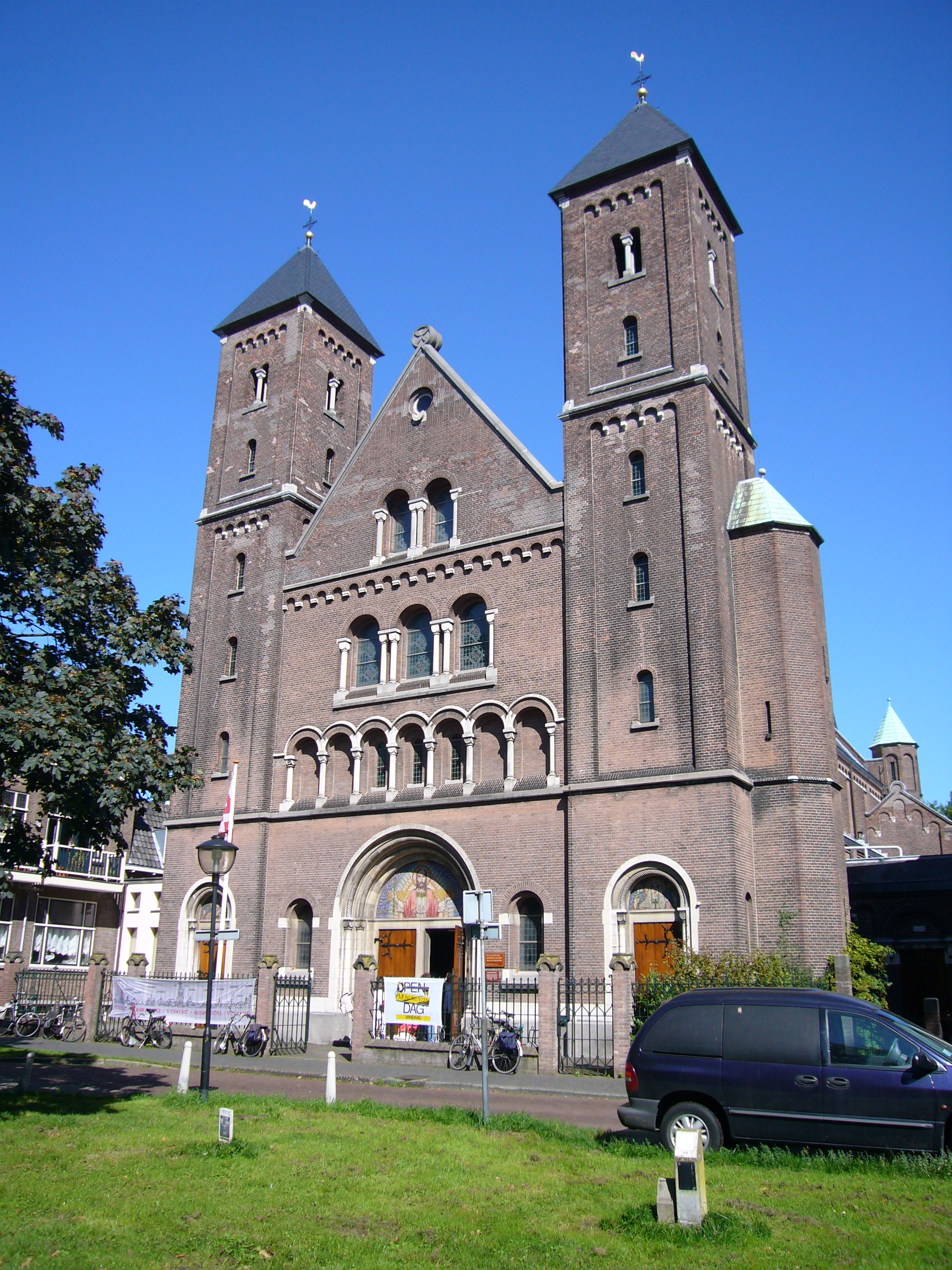
Catedral de Santa Gertrude (Utrecht) é a catedral da Antiga Igreja Católica.

O catolicismo independente é um movimento sacramental independente de clérigos e leigos que se autoidentificam como católicos (na maioria das vezes como católicos antigos ou católicos independentes) e formam "microigrejas que reivindicam sucessão apostólica e sacramentos válido ", apesar de não serem filiados à igreja católica histórica, a igreja católica romana. O termo “Católico Independente” deriva do fato de que “essas denominações afirmam tanto sua pertença à tradição católica quanto sua independência de Roma”.
É difícil determinar o número de jurisdições, comunidades, clérigos e membros que compõem o Catolicismo Independente, especialmente porque o movimento "está crescendo e mudando a cada momento". Alguns adeptos escolhem o catolicismo independente como uma forma alternativa de viver e expressar a sua fé católica fora da Igreja Católica Romana (com cujas estruturas, crenças e práticas o catolicismo independente frequentemente se alinha estreitamente), ao mesmo tempo que rejeitam alguns ensinamentos católicos tradicionais.
O catolicismo independente pode ser considerado parte do maior movimento sacramental independente, no qual o clero e os leigos de várias tradições religiosas, incluindo a Igreja Ortodoxa Oriental, as Igrejas Luteranas, a Comunhão Anglicana e várias igrejas cristãs não católicas, se separaram das instituições com as quais se identificavam anteriormente. Dentro desse movimento, várias igrejas independentes surgiram da Igreja Ortodoxa Oriental, mas os membros desses grupos ortodoxos orientais independentes geralmente se identificam como ortodoxos independentes ou autocéfalos e não como católicos independentes.
Algumas igrejas católicas independentes se juntaram ao Conselho Internacional de Igrejas Comunitárias, uma denominação sediada em Loudon, Tennessee, nos Estados Unidos . Ao fazer isso, eles ganham um lugar e uma voz em organizações cristãs nacionais e internacionais, como as Igrejas Unidas em Cristo, o Conselho Nacional de Igrejas de Cristo nos EUA e o Conselho Mundial de Igrejas, cuja filiação geralmente é reservada a órgãos eclesiásticos maiores e mais antigos.

## História

### Primeiras consagrações episcopais sem aprovação papal
A consagração de bispos sem a aprovação da Igreja mais ampla ou mandato papal parece ser um fenômeno antigo, que levou à afirmação do Cânon VI do Concílio de Calcedônia de que qualquer potencial validade sacramental de tais consagrações não tem valor sem o endosso da Igreja. O ressurgimento do fenômeno na era moderna parece ter coincidido com a disseminação dos valores do Iluminismo. A partir de 1724, Dominique Marie Varlet (1678–1742), o bispo católico romano da Babilônia, consagrou quatro homens sucessivamente como arcebispos de Utrecht sem a aprovação papal. O capítulo da catedral de Utrecht, que elegeu esses homens, havia obtido anteriormente uma opinião de Zeger Bernhard van Espen (1646–1728) e dois outros doutores em direito canônico da Universidade de Louvain, que diziam que o capítulo tinha o direito, em circunstâncias especiais, de eleger seu próprio arcebispo e consagrá-lo sem o consentimento do papa e que, em caso de necessidade, apenas um bispo poderia consagrar outro validamente. Dezenove doutores das faculdades de teologia de Paris, Nantes, Reims e Pádua aprovaram este parecer. Essa consagração por Varlet causou uma controvérsia teológica e cisma dentro da Igreja Católica, que agora possuía bispos que foram validamente consagrados sem a permissão do papa. Este cisma marcou o nascimento do movimento que mais tarde seria conhecido como Velha Igreja Católica (um termo cunhado em 1853 para os católicos de Utrecht) e marcou o início de uma era na Igreja Ocidental, na qual bispos validamente consagrados podiam reivindicar a sucessão apostólica, mas não estavam sujeitos aos direitos e responsabilidades da Igreja Católica.

### Primeiro afastamento da Igreja Católica
A partilha da sucessão apostólica no ocidente, fora da Igreja Católica, ficou amplamente confinada à Igreja de Utrecht por mais de um século. Após o (Primeiro) Concílio do Vaticano em 1870, muitos católicos austro-húngaros, alemães e suíços rejeitaram as afirmações de jurisdição universal do papa e a declaração de infalibilidade papal, e seus bispos, inspirados por atos anteriores em Utrecht, decidiram deixar a Igreja Católica Romana para formar suas próprias igrejas, independentes de Roma. Agora independentes do papa, esses bispos eram às vezes chamados de bispos autocéfalos (ou autônomos) de dentro de seus círculos ou episcopi vaganti (bispos errantes) de fora de seus círculos. Esses bispos validamente consagrados podiam reivindicar a sucessão apostólica e continuavam a compartilhar linhas válidas de sucessão apostólica com os padres e diáconos que ordenavam. Em 1889, eles se uniram formalmente como parte da União de Igrejas de Utrecht (UU).

### Consagrações episcopais por Arnold Harris Matheus

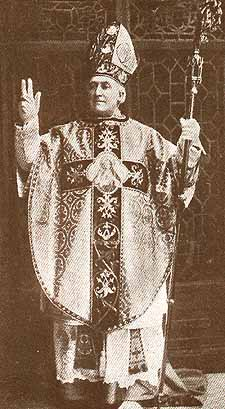
Bispo Arnold Harris Matheus (1852–1919)

Em 1908, o movimento que se tornaria o Catolicismo Independente deixou a Europa continental quando Arnold Harris Matheus (1852–1919), um ex-padre católico, foi consagrado na Grã-Bretanha pelo Arcebispo Gerardus Gul (1847–1920) da Antiga Igreja Católica dos Países Baixos. Mathew acreditava que o antigo catolicismo poderia fornecer um lar para o clero anglicano descontente que reagiu à declaração do Papa Leão XIII de que as ordens anglicanas eram nulas e sem efeito, e Gul acreditava incorretamente que Mathew tinha um número significativo de seguidores no Reino Unido . Dois anos depois, em 1910, Mathew consagrou dois padres ao episcopado, sem razões claras e sem consultar o Arcebispo de Utrecht, e, em resposta ao protesto que se seguiu, declarou sua autonomia da Velha Igreja Católica. Mais tarde, Mathew consagrou vários outros bispos que se espalharam pela Inglaterra e América do Norte . Plummer escreve que, como resultado, "começamos a ver pequenos grupos infinitamente multiplicados, com uma alta porcentagem de membros em ordens sagradas, que passaram a caracterizar o movimento independente". De uma perspectiva histórica, uma das consagrações mais importantes de Mathew foi a de Frederick Samuel Willoughby, que por sua vez consagrou James Wedgwood, o cofundador em 1918 da Igreja Católica Liberal, uma comunidade esotérica intimamente alinhada com a Sociedade Teosófica e permitindo total liberdade de crença.
O próprio Mateus foi excomungado e declarado "pseudo-bispo" pelo Papa Pio X, enquanto a Conferência Internacional dos Bispos Velhos Católicos declarou sua consagração nula e sem efeito, obtida de má-fé.

### Consagrações episcopais por Joseph René Vilatte
Joseph René Vilatte (1854–1929), um padre católico velho ordenado pelo bispo Eduard Herzog (1841–1924) da Igreja Católica Velha na Suíça, é creditado como sendo a primeira pessoa a trazer para a América do Norte o movimento que resultaria no catolicismo independente. Em 1892, Vilatte viajou para a Índia, onde foi consagrado, como Mar Timotheos, por Mar Julius I (1836–1923) da Igreja Ortodoxa Síria de Malankara . Em 1915, Vilatte fundou a Igreja Católica Americana, que ainda existe. Durante os 28 anos seguintes, Vilatte consagrou “vários homens que são os antepassados episcopais de uma enorme variedade de descendentes” na América do Norte.

### Afastamentos subsequentes da Igreja Católica
O século XX viu vários clérigos e leigos migrando da Igreja Católica Romana para o movimento Católico Independente.

#### Igreja Hussita da Checoslováquia
Talvez o maior afastamento da Igreja Romana tenha sido a Igreja Hussita da Checoslováquia, que se organizou em 8 de janeiro de 1920, quando vários milhares de padres e leigos formaram uma igreja independente em resposta às suas profundas preocupações sobre a oposição da Igreja Católica ao modernismo. O primeiro patriarca da igreja foi Karel Farský (1880–1927), um modernista e ex-padre católico. Os primeiros bispos da CHC foram consagrados por padres por meio da imposição de mãos. Em 1931, Louis-Charles Winnaert (1880–1937), que foi consagrado pelo bispo católico liberal James Wedgwood (1883–1951), consagrou dois bispos da CHC, Gustav Procházka (1872–1942) e Rostislav Stejskal (1894–1946), compartilhando assim a sucessão apostólica com a CHC. A CHC ordenou sua primeira mulher sacerdotisa em 1947 e consagrou sua primeira mulher bispa em 1999. De acordo com o censo da República Checa de 2011, 39.276 pessoas naquela época se autoidentificaram como membros do CHC.

#### Consagrações episcopais por Carlos Duarte Costa

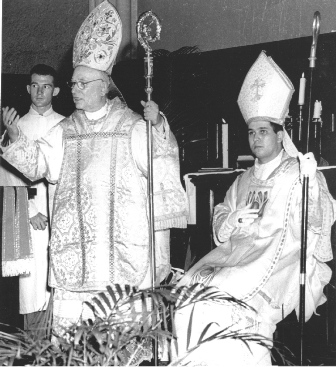
O bispo católico romano Carlos Duarte (à esquerda) na consagração episcopal de Luis Fernando Castillo Mendez, no Canal do Panamá

Carlos Duarte Costa (1888–1961) foi um bispo católico romano no Brasil por vinte anos antes de se distanciar e ser excomungado pela Igreja Católica por sua oposição à sua posição sobre o celibato clerical, o divórcio, a liturgia vernácula e acusou a Igreja Católica de simpatias fascistas. Em 1945, Duarte Costa fundou a Igreja Católica Apostólica Brasileira e começou a consagrar vários bispos na sucessão apostólica . Ele é conhecido como "São Carlos do Brasil" pela Igreja Católica Apostólica Brasileira, que cresceu para 560.781 membros em 2010.

#### Consagrações episcopais por Pierre Martin Ngo Dinh Thuc
De 1975 até sua morte em 1984, o arcebispo católico romano exilado Ngô Đình Thục (1897–1984) de Huế, Vietnã, irmão mais velho de Ngo Dinh Diem, o primeiro presidente do Vietnã do Sul, consagrou vários bispos, primeiro para a Igreja Católica Palmariana, depois para os sedevacantistas da Igreja Católica de Rito Latino Tridentino. Thục também consagrou indivíduos não filiados a nenhum desses grupos, como Jean Laborie . Em 1999, a estrela pop Sinéad O'Connor foi ordenada padre pelo bispo Michael Cox da Igreja Católica Ortodoxa e Apostólica Irlandesa, cujas linhas de sucessão apostólica passaram por Thục.

#### Consagrações episcopais por Emmanuel Milingo
Emmanuel Milingo serviu como Arcebispo Católico Romano de Lusaka, Zâmbia, de 1969 a 1983. Como tal, ele tinha linhas de sucessão apostólica da Igreja Católica Romana e, depois de deixar a Igreja Católica em 1983 por questões de cura pela fé e celibato clerical, ele formou o Married Priests Now! e consagrou quatro padres casados como bispos: George Stallings da Congregação Católica Afro-Americana do Templo Imani e Peter Paul Brennan da Antiga Confederação Católica.